# Wohlen bei Bern
Wohlen bei Bern là một đô thị trong huyện Bern-Mittelland, bang Bern, Thụy Sĩ. Đô thị này có diện tích 36,32 km2, dân số thời điểm tháng 12 năm 2020 là 9240 người.